# Corina Fusu
Corina Fusu (n.  Dediu 4 septembrie 1959, Chișinău) este o politiciană și jurnalistă română din Republica Moldova, care în perioada iulie 2015 - mai 2017 a exercitat funcția de Ministru al Educației al Republicii Moldova. Ea este și deputată în Parlamentul Republicii Moldova (din 2009), ex-președintă a Comisiei cultură, educație, cercetare, tineret, sport și mass-media din Parlamentul Republicii Moldova (2009—2010). Din mai 2008 este vicepreședinte al Partidului Liberal și conduce Organizația Femeile Liberale, iar din 2014 este prim-vicepreședinte al Partidului Liberal (PL). Din 3 iunie 2007 până în 2009 a fost consilier în Consiliul municipiul Chișinău pe lista Partidului Liberal.
Corina Fusu este cunoscută publicului din Republica Moldova după emisiunile pe care le realiza la TV Moldova 1. Ulterior, alături de alți colegi, a militat pentru transformarea Companiei Teleradio Moldova într-una publică, care să servească interesele cetățenilor.

## Biografie
Corina Fusu s-a născut la 4 septembrie 1959 în orașul Chișinău. Este fiica profesorului Ion Dediu și sora artistei Otilia Fusu (n. Dediu). Membru ULCT din anul 1973. După absolvirea Școlii medii nr. 1 din capitală (1976) și-a continuat studiile la Facultatea de Biologie a Universității de Stat din Moldova (1976-1981). Șase ani mai târziu, ea își începe cariera de jurnalist. Din 1987 până în 1990 prezintă emisiunea de tradiții și folclor „Cântare Patriei” la „Teleradio-Moldova”, totodată făcând parte din Comitetul de Stat pentru Radio și TV « Teleradio-Moldova».
Ulterior, între 1990—1999, ocupă funcțiile de redactor-șef și prezentatoare a programului „Telematinal”. Din 1997 până în 1999 este vicedirector al departamentului „Actualități TV” de la Teleradio-Moldova, iar din 1999 până în anul 2004 a fost autoarea și prezentatoarea emisiunii în română și franceză „La Francosphere” și prezentatoare și corespondent special în departamentul “Actualități TV” al companiei “Teleradio-Moldova”. În anul 1999 urmează un stagiu la Televiziunea publică franceză „France 2”, în cadrul Departamentului „Actualități”. În 2005—2006 a fost producător de știri la TV Euronova. Din 2006 până în 2009 a fost redactor-șef al portalului Europa.md, finanțat de Fundația „Soros-Moldova”.

## Activitate politică
De la 3 iunie 2007 până la 5 aprilie 2009 Corina Fusu a fost consilier în Consiliul Municipal Chișinău, din partea Partidului Liberal, fiind și președintă a fracțiunii Partidului Liberal în cadrul Consiliului Municipal.
Din mai 2008 este vicepreședinte al Partidului Liberal, și președinte al Organizației „Femeile Liberale”.
Din 5 aprilie 2009 până în prezent este deputat în Parlamentul Republicii Moldova în patru legislaturi consecutive.
Între 25 august 2009 și 28 septembrie 2010 a fost președintă a Comisiei cultură, educație, cercetare, tineret, sport și mass-media din Parlamentul Republicii Moldova.
Din 2014 este prim-vicepreședinte al Partidului Liberal.
La 30 iulie 2015 a fost numită în funcția de Ministru al Educației al Republicii Moldova în Guvernul Streleț.

## Viața personală
Corina Fusu are trei băieți: Lucian, Theodor și Leonard. A fost căsătorită (din 1980) cu regizorul și actorul Mihai Fusu.

## Distincții
- 2002: Ordinul „Palmes Academiques”, Republica Franceză
- 2009: Ordinul Republicii (Republica Moldova)
- 2014: Ordinul Național „Steaua României” în grad de Mare Ofițer[8][9]